# Menologio

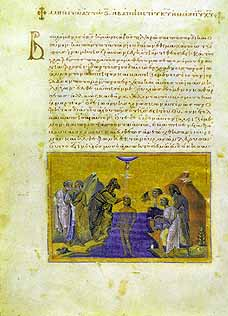
Menologio di Basilio II, Battesimo di Gesù

Il menologio è una raccolta di testi liturgici e agiografici usata nella Chiesa ortodossa. Contiene le vite e gli uffici propri dei santi e si compone di dodici volumi corrispondenti ai dodici mesi dell'anno.

## Menologio per Basilio II
Il più antico menologio bizantino conosciuto, scritto per ordine dell'imperatore Basilio II, e perciò chiamato Menologio di Basilio II, è stato composto da Simeone Metafraste intorno all'anno 985, si compone di 12 volumi, ed è un autentico capolavoro dell'arte bizantina, arricchito da preziose miniature.
È conservato presso la Biblioteca Vaticana e ne è stato pubblicato un fac-simile.
Fu miniato da un gruppo di 7-8 artisti guidata da Pantoleone; ogni miniatura porta il nome del maestro autore. Le illustrazioni si trovano a testa o piè di pagina. Pantoleone impose un traliccio compositivo per diagonali, estremamente misurato e controllato, con scansione solenne.
Tra gli esempi:
- Scena di battesimo, Vergine con bambino in braccio, scena dal Dodecaorto di Pantoleone.
- Trasporto dell'Arca dell'Alleanza.
- Processioni con celebrante e diaconi verso l'altare, e particolari architettonici riferibili a Hagia Sophia.
- Sette dormienti di Efeso, rinchiusi nella grotta per sfuggire al massacro. Grotta a sfondo nero, costruita a cumulo, figure umane accatastate nello spazio.